# 上海市大数据中心
上海市大数据中心是中華人民共和國上海市的一個政務大數據處理場所和公共數據管理機構。该机构隶属于上海市人民政府办公厅，負責对政务信息等各类信息進行数据整合，建设和运营一網通辦等政務系統以及随申码。
上海市大数据中心於2018年4月12日成立。2021年1月15日，上海市大数据中心設立博士後科研工作站，这是中華人民共和國首个设立博士后科研工作站的省市级大数据管理机构。